# 努山塔拉
努山塔拉首都區（縮寫）是印尼仍在建設中的新首都，將會取代自1945年以來的首都雅加達。努山塔拉位於加里曼丹東岸，與雅加達相距約1200公里，目前屬於東加里曼丹省北本那簷巴塞縣兼库台卡塔内加拉县的一部分，預計佔地2,560平方公里，擁有丘陵、森林和海灣等景觀。
整項工程共分為5期，最後一期工程預計於2045年完成。在建設完成後，努山塔拉市将作为一个新的省份从东加里曼丹分离出来，类似于目前首都雅加达地区，鄰近的現有城市有人口逾70萬的巴厘巴板以及人口逾80萬的沙馬林達等。
努山塔拉的興建計畫被視為佐科威總統的一大政績，計畫於2022年7月正式展開，從土地整建和聯通道路建設開始。第一階段將先針對政府中心地區：包括政府辦公大樓、學校及醫院。原本規畫從印尼各地招集10萬名工人來到努山塔拉，然而因為雇用較少當地工人，遭受東加里曼丹省當地民眾的批評。針對這些擔憂，總統佐科維指示努山塔拉首都城市管理局將勞動力增加到15萬至20萬之間，以確保當地工人參與努山塔拉的發展。

## 名称
從詞源學上講，Nusantara這個詞是源自古爪哇語“nusa”（島嶼）+“antara”（以外）的組合詞，可以粗略地翻譯為“外島”（從爪哇島的角度來看）。該語詞最初指的是今天印度尼西亞的滿者伯夷帝國時代被征服的領土。
努山塔拉被選為印度尼西亞的新首都名稱，以傳達「Wawasan Nusantara」的願景（爪哇語意思：“印度尼西亞群島的願景”），也凸顯印尼作為群島國家的特色。在古泰人文化當中，根據《古泰王國家譜》（Salasilah Kutai）記載，該地區在13世紀以前也被稱作 Nusentara。

## 交通
- 努山塔拉国际机场：一座兴建中服务于新首都，主要面向政府官员和国际旅客的国际机场，距离努山塔拉零公里标志23公里。
- 蘇丹阿吉·穆罕默德·蘇萊曼·瑟賓甘國際機場：現為印尼第六大機場，與努山塔拉相距約35公里。

## 历史
2017年4月，佐科·維多多政府考虑将首都从雅加达迁出，并计划在2017年底前完成对印度尼西亚新首都的潜在替代地点的评估。据印度尼西亚国家发展规划部的一位官员称，政府决定将印尼首都迁出爪哇岛。该计划宣布后不久，佐科威访问了加里曼丹的两个替代地点，即东加里曼丹的武吉苏哈托和加里曼丹中部的帕朗卡拉亚附近的三角区。2019年4月，宣布了一项将所有政府办公室转移到新首都的十年计划。国家发展规划部推荐了南加里曼丹、中加里曼丹和东加里曼丹三个省，这些省符合新首都的要求，包括相对不受地震和火山影响。

2019年8月23日，佐科提交了第R-34/Pres/08/2019号总统信函，附有两项指令：

1. 关于首都搬迁的总统研究报告，

2. 关于DPR支持首都搬迁的请求。在8月26日在议会发表的2019年国情咨文演讲中，佐科宣布了将首都迁至加里曼丹的计划。

东加里曼丹的Kutai Kartanegara Regency和Penajam North Paser Regency的部分地区将被划分出来，以在印度尼西亚更中心的位置创建一个新的省级规划城市。该计划是减少爪哇岛与印度尼西亚群岛其他岛屿之间发展不平等和减轻雅加达作为印度尼西亚主要枢纽的负担的战略的一部分。2022年1月18日，印尼國會通過遷都法案，將新首都命名為「努山塔拉」（Nusantara），此命名由時任總統佐科威提出，在印尼語意思為「群島」，並預計自2024年開始分階段遷都。
在班邦·蘇桑托諾（Bambang Susantono）就任首都城市管理局主席後，全國各省都象徵性地從各自省份具有重要歷史或文化意義的地方送來一些土壤和水，作為新首都奠基石和開工之壺的一部分。中加里曼丹從據說 Tjilik Riwut打坐的山上帶來了一些泥土。東加里曼丹從古泰卡塔內加拉王國發源地古泰喇嘛（Kutai Lama）帶來水和土壤。東努沙登加拉省從該省的七個縣帶來土壤，而明古魯則從蘇加諾被流放的地方帶來土壤。南加里曼丹從該省受人尊敬的Ulemas、Zainal Ilmi 和 Syekh Muhammad Al-Banjari的故居，帶來水和土壤。東南蘇拉威西省則是取用歷史上位於巴務巴務的布顿苏丹国遺址的土壤和水。東爪哇也從前滿者伯夷帝國的遺址帶來類似的東西。
2024年印尼總統換屆，有評論曾經憂慮新首都的建設會否隨著新總統上任而中止。即將於10月上任的候任總統普拉博沃·苏比延多則在8月12日表明將繼續推動新首都建設，並表示新首都「將會在4至5年後功能齊全」。
2024年7月起，印尼總統佐科威开始在努山塔拉工作，並原定於8月17日印尼獨立日當天正式定都努山塔拉，惟由於工程進度落後、缺乏經費等種種因素，當天並未能如期遷都。官方當天第一次在努山塔拉舉行獨立日慶祝活動，但規模亦大幅縮水，獲邀嘉賓人數由原定的8000人減至只有1300人。

## 姊妹城市
- 阿斯塔納（2023）[26]